# Hemitriccus rufigularis
Hemitriccus rufigularis е вид птица от семейство Tyrannidae. Видът е почти застрашен от изчезване.

## Разпространение
Видът е разпространен в Боливия, Еквадор и Перу.